# Бестужев, Павел Александрович
Па́вел Алекса́ндрович Бесту́жев (7 июля 1806, Санкт-Петербург — 8 декабря 1846, Москва) — артиллерийский офицер, участник Кавказских войн первой трети XIX века, изобретатель, литератор. Был младшим братом декабристов Бестужевых и, хотя следствию не удалось доказать его участие в событиях 14 декабря 1825 года, был сослан юнкером в пехотный полк в Бобруйск, а затем в горную артиллерию на Кавказ.

## Семейное воспитание и учёба
Отец — Бестужев Александр Федосеевич (24.10.1761 — 20.03.1810) служил артиллерийским офицером во флоте, с 1800 года — правитель канцелярии Академии художеств, писатель. Автор работ о нравственности и воспитании юношества.
Мать — Прасковья Михайловна (1775 — 27.10.1846).
Большая энциклопедия Южакова в статье об А. Ф. Бестужеве отмечала:

Все его идеи о воспитании, указывающие в нём человека, стоящего много выше современного ему уровня общества, нашли отражение в его сыновьях.

Дети: Николай (13.04.1791 — 15.05.1855), Елена (между 1792 и 1796—1874), Мария (между 1793 и 1796—1889), Ольга (между 1793 и 1796—1889), Александр' (23.10.1797 — 07.06.1837), Михаил (22.09.1800 — 22.06.1871), Пётр (март 1804 — 22.08.1840) —
Павел (07.07.1806 — 08.12.1846).
Литературовед М. К. Азадовский, отмечая демократические традиции семьи, отсутствие преклонения перед титулами и чинами, если они не подтверждены правами на почёт и уважение собственными делами их обладателей, писал: «И как ни различны были характеры братьев, все же можно говорить о некоем „бестужевском“ духе в семье: их всех объединяло отношение к своим обязанностям в обществе, объединяла, наконец, ярко выраженная у всех братьев глубокая любовь к родине и страстная ненависть к деспотизму и крепостному праву».
Павлу Бестужеву, как и старшим братьям, предстояло стать военным. Он учился в
артиллерийском училище и в 1825 г. был уже в офицерском классе.
Участвуя в разговорах и встречах братьев и их товарищей, он был в курсе идей и планов будущих декабристов. Старшие братья любили и хотели сохранить Павла, которого впоследствии (за его судьбу) Александр в письмах Петру называл Поллуксом. Михаил Бестужев так описал последний вечер в семье:

Последнее время, проведенное всеми нами пятью погибшими братьями в кругу нашего семейства, было на другой день, то есть накануне 14 декабря… старушка-мать, окруженная тремя дочерьми и пятью сыновьями, с которыми она давно не виделась, была вполне счастлива… После обеда мы распрощались… Брата Павла мы отправили в корпус… Нам хотелось кого-нибудь сохранить для матери…

## После 14 декабря 1825 года
Николай и Михаил Бестужевы после декабрьского восстания были сосланы в Сибирь.
Сестры Елена и близнецы Мария и Ольга добились разрешения разделить ссылку с братьями и после смерти матери с 1847 по 1858 год жили в Селенгинске.
Александр, Петр и Павел Бестужевы были сосланы на Кавказ в действующую армию.
Известны несколько версий событий, связанных с судьбой Павла Бестужева после 14 декабря.
Первая рассказана М. Бестужевым и связана с тем, что опекавший училище великий князь Михаил Павлович, считая опасным оставлять носителя декабрьской «закваски» среди воспитанников, искал повода исключить его. Проходя по казарме, он увидел рядом с кроватью Бестужева том «Полярной звезды», раскрытой на стихах Рылеева, и велел арестовать Павла:

…По следствию оказалось, что книга принадлежала и была читана товарищем его… Но ясно было видно намерение правительства так или иначе удалить брата из училища. Эту скрытую идею, облеченную мраком формальностей суда, брат Павел вывел на свежую воду в своем ответе великому князю Михаилу Павловичу, когда тот убеждал его сознаться в виновности:
— Ваше высочество, я сознаюсь! я кругом виноват, я должен быть наказан, потому что я — брат моих братьев.

Вторую версию изложил в своих воспоминаниях Н. И. Греч

В августе 1826 года во время иллюминации, по случаю коронации, Павел Бестужев проталкивался в толпе народа на Невском проспекте, у Казанского моста, и за что-то поспорил с одним из прохожих, но без всяких последствий. Воейков, смотревший иллюминацию из окна книжного магазина Оленина, бывшего в доме Энгельгардта, где теперь магазин русских изделий, донес полиции, что Бестужев буянил на улице и произносил дерзкие речи; его отправили на Кавказ…

О ещё одной версии вспоминала М. Ф. Каменская, жена кавказского сослуживца братьев Бестужевых П. П. Каменского, которая слышала её «из собственных уст Павла Бестужева». Узнав о том, что Павел много ораторствовал в смутное время, император Николай пожалел юношу и, велев привести его к себе, сказал:

— Опомнись! Ведь ты губишь себя… Я не хочу твоей гибели. Дай мне только честное благородное слово, что ты исправишься, отбросишь все навеянные на тебя бредни, и я прощу тебя!…
— Не могу дать честного слова, что не буду говорить против вашего величества. Я убежден в том, что я говорил одну правду, и если завтра меня спросят, то я повторю то же самое.

Следственный комитет пытался подтвердить показания мичмана Гвардейского экипажа В. А. Дивова об участии Павла Бестужева в подготовке восстания:

… мичман Бестужев 4-й принес к нам стихи сочинения Рылеева, и сии стихи, и рассказы Бестужева о нём познакомили меня и Беляевых с образом мыслей Рылеева. В сие время спросил я у него одинаково ли думает и меньшой его брат, то есть Бестужев 5-й. «Разумеется одинаково, отвечал он мне, — вы можете судить и потому, что он часто бывает у Рылеева, а там хоть кого обратят к свободному образу мыслей». Я ему сказал: «Вот удобный случай поселить свободный дух в корпусе через вашего брата».

Однако, на вопрос следственного комитета братьям Беляевым:

Объясните:… точно ли было сказано Бестужевым вышеозначенное и не известно ли вам что-либо о принадлежности к обществу Бестужева 5-го?

Беляев 1-й не вспомнил, говорил ли Бестужев, что брат его бывал у Рылеева, а Беляев 2-й ответил, что даже не знал о наличии у Бестужева младшего брата.
В журнале следственного комитета № 91 от 27.03.1826 года напротив п. 6 с записью показаний Дивова о возможном участии Павла Бестужева в распространении вредных мыслей в Морском кадетском корпусе рукою Николая I помечено

Обратить особое внимание на сие обстоятельство адмиралу Моллеру, а Бестужева перевести юнкером в пехотный полк

В 1826 году П. А. Бестужев был отправлен сначала в Бобруйскую крепость, в арестантские роты, и после службы там в течение года переведен в горную артиллерию на Кавказ.

## Участие в Кавказских войнах
Сначала юнкером Куринского полка, а затем и офицером участвовал в персидской и турецкой кампаниях Кавказской войны. Проявил себя способным и храбрым воином. Очевидец событий Ф. Ф. Торнау описал одну из атак горцев на позиции батальона, обороняемые орудиями П. А. Бестужева

…Бестужев со своим орудием стоял на виду, и чеченцы не только били в артиллеристов, но даже пытались неожиданным налётом отнять единорог. Картечь и огонь от батальона осаживали их. Один раз они успели однако добежать, какой-то смельчак ухватился было за колесо, прислуга отскочила; тогда Бестужев выхватил у артиллериста пальник, сам приложил огонь к затравке, брызнул чеченцам в лицо полным зарядом картечи и, когда они разбежались, тем же пальником чувствительно напомнил солдатам, что и в крайнем случае не следует робеть

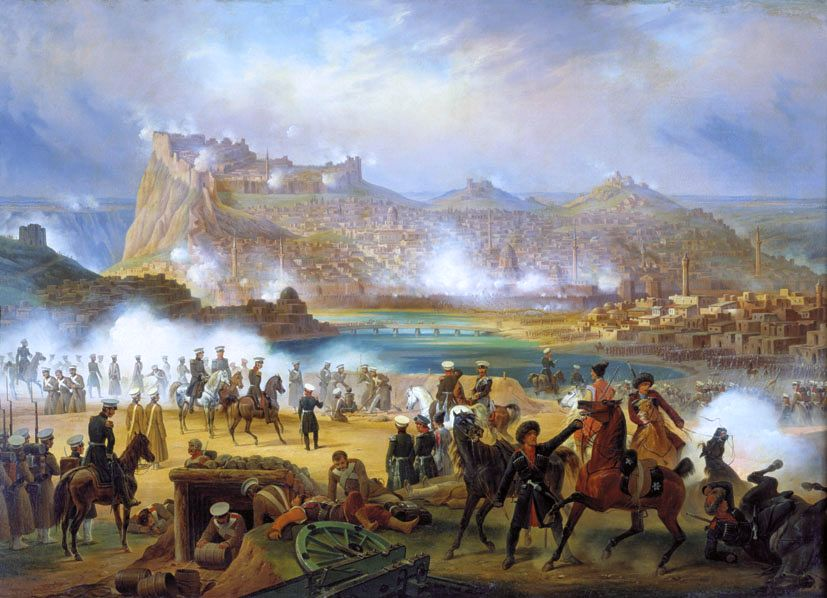
Штурм крепости Карс 23 июня 1828 года

Под Карсом Павел встретился с братом Петром, тоже сосланным на Кавказ. Под Ахалцихом судьба разлучает их снова. Участвовал во взятии Арзрума.
После окончания походов братья снова встретились, уже в Тифлисе, где оказался и Александр Бестужев (Марлинский). Кроме Бестужевых были здесь и другие декабристы — Пущин, Оржицкий, Мусин-Пушкин, Кожевников, Вишневский, Гангеблов. В общении с ними принимали участие: относившийся с сочувствием к декабристам А. С. Грибоедов, молодой кумыкский князь Мусса Хасай, находившийся под сильным влиянием Павла Бестужева и жившего с ними на одной квартире будущего писателя П. П. Каменского, гвардейские офицеры, прикомандированные к кавказским полкам. Часто встречи проходили в доме князя А. Г. Чавчавадзе.
Круг общения декабристов встревожил жандармов и вселил им сильные подозрения, не возникло ли меж ними в Тифлисе некое подобие тайного общества и не являются ли они его членами. В результате декабристы были разосланы из Тифлиса по полкам.
Заслуги П. А. Бестужева в действующей армии отмечены чином поручика и Аннинским крестом за изобретённый им прицел к пушкам, который был введен во всей артиллерии под наименованием «бестужевского прицела».
В 1835 г. он вышел в отставку и уехал в Петербург.

## «Бестужевский прицел»

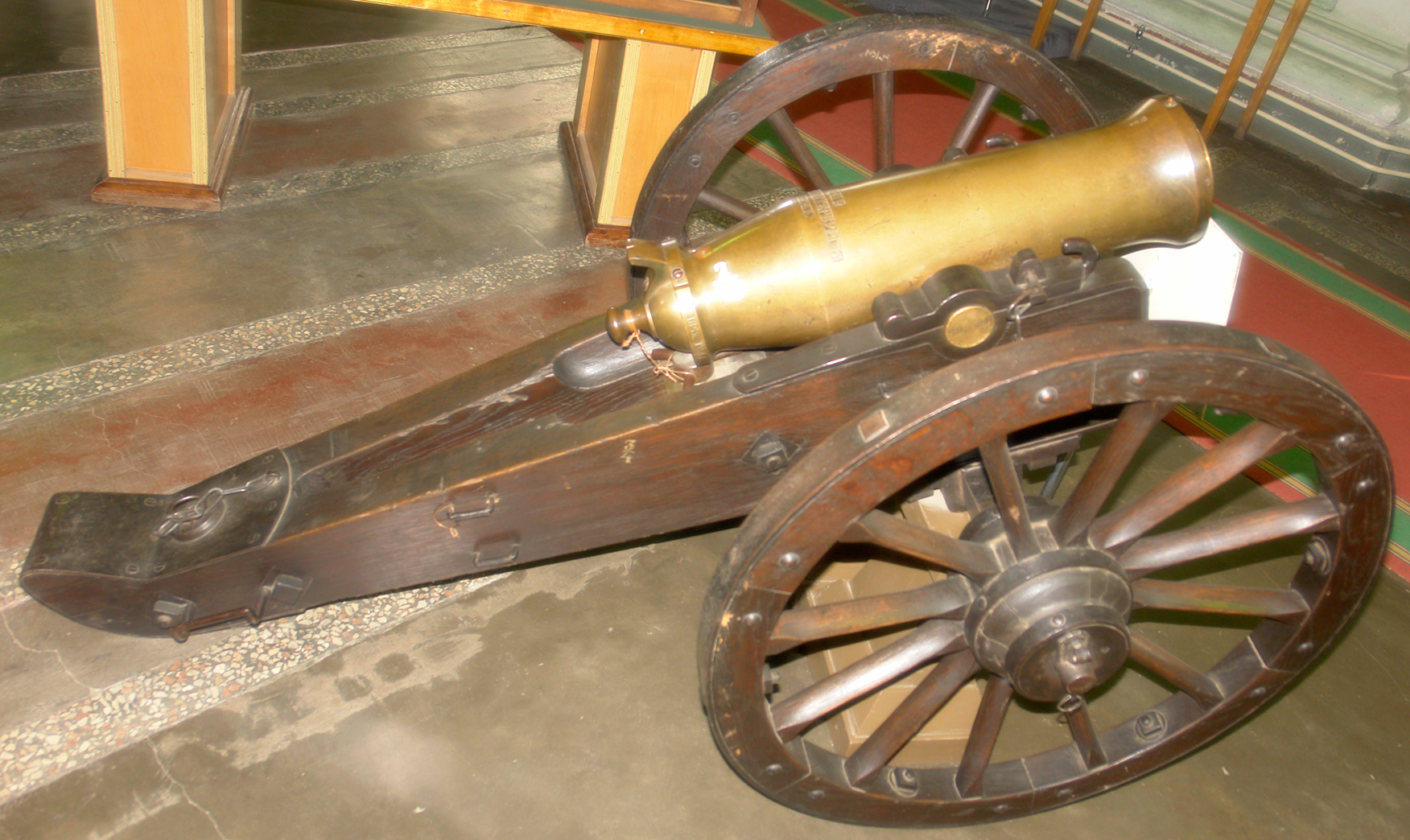
Горный единорог образца 1838 года

Ещё накануне отечественной войны 1812 года в российской армии был принят на вооружение качающийся (привесной) прицел Кабанова взамен используемых ранее неподвижно закреплённых на казенной части орудия стоечных прицелов, недостатком которых была потеря точности прицеливания на неровной земле. Прицел Кабанова не привинчивался к орудию, а подвешивался к «затыльнику» — медной полке установленной на тарели орудия.
Опыт применения артиллерийских орудий в горных условиях Кавказа позволил Бестужеву усовершенствовать прицел. В его модификации продольный штифт качения, из-за которого прицел выпадал при больших углах подъёма ствола орудия, заменён на поперечные цапфы. Прицел Бестужева навешивался цапфами на кронштейн казенной части ствола и при любом угле возвышения орудия занимал отвесное положение, обеспечивая прицельную стрельбу. На линейке прицела Бестужева имелись две шкалы: в линиях (от 0 до 60) для вертикальной наводки и в саженях (от 50 до 500) — для расчета дальности огня, что помогало наводчикам вести более точную стрельбу.

## Литературная деятельность
В 1835 году начальник штаба военно-учебных заведений Я. И. Ростовцев решил издавать «Журнал для чтения воспитанникам военно-учебных заведений». Фактическим редактором журнала в 1836—1838 гг. был Павел Александрович Бестужев, назначенный великим князем Михаилом Павловичем старшим адъютантом при Главном управлении военно-учебных заведений.
Был лично знаком с А. С. Пушкиным, в письмах на Кавказ передавал от него поклоны А. А. Бестужеву, а 2 февраля 1937 года ему же написал о безвременной смерти поэта.
Напечатал в журнале статью о военных действиях на территории азиатской Турции в 1828—1829 годах, в которой с похвалой упоминалось имя генерала А. Г. Чавчавадзе, а в год смерти Пушкина — отрывок из пушкинского «Путешествия в Арзрум».
В 1838 году в журнале «Сын отечества» по поводу появления анонимной шовинистической статьи «Поездка в Грузию» опубликовал полемический очерк «Замечания на статью „Путешествие в Грузию“» в защиту народов Кавказа.
С 1841 года жил в имении своей жены Екатерины Евграфовны (Трегубовой) в селе Гончарово Юрьевского уезда (ныне, Гаврилово-Посадский район Ивановской области). Сюда же переехала и мать братьев Бестужевых — Прасковья Михайловна. Здесь она и скончалась 8 ноября 1846 года.
Умер 8 декабря того же года в Москве.